# باشگاه فوتبال سان خوزه

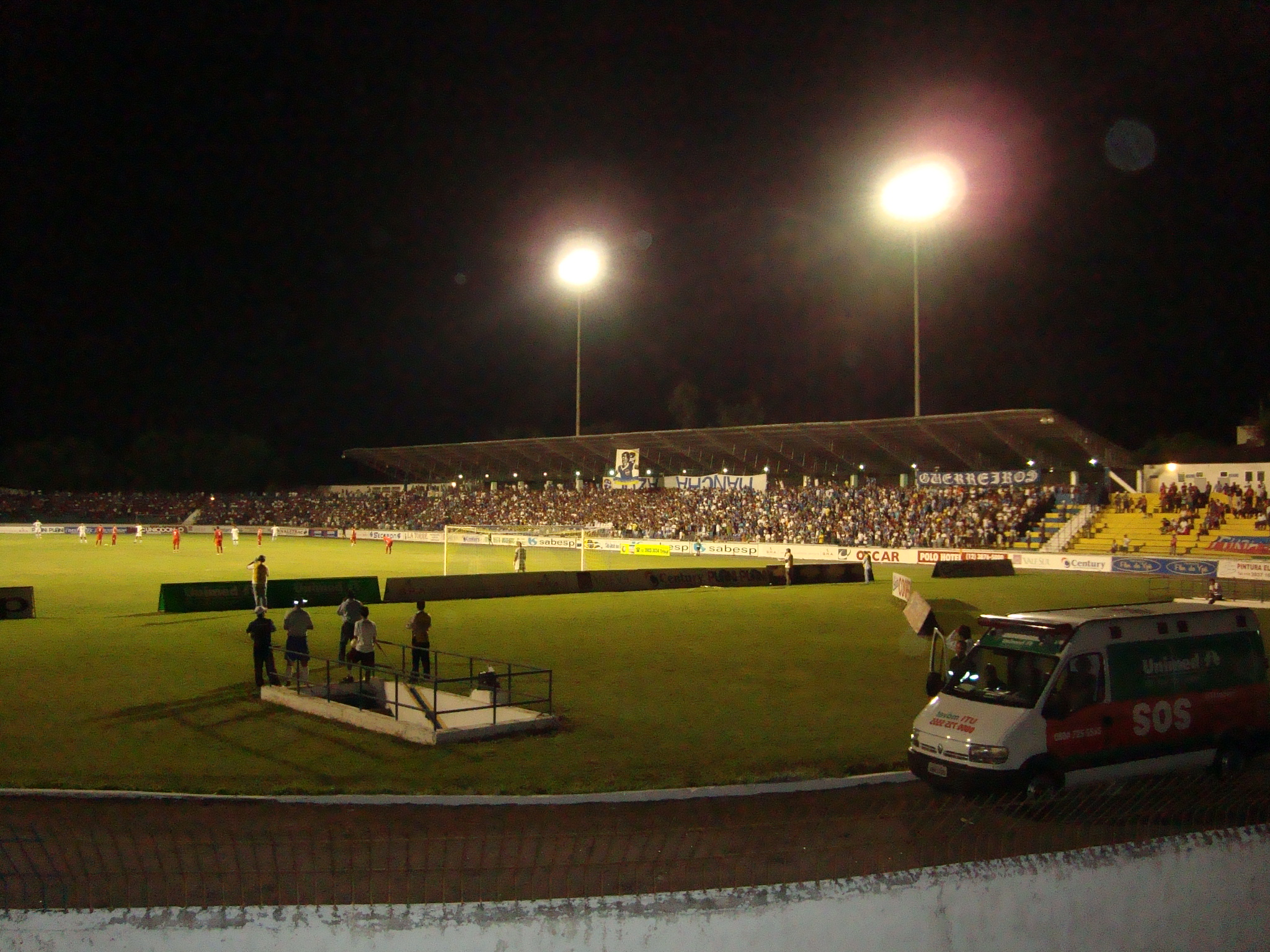
استادیوم مارتینز پیرا در شب

باشگاه ورزشی سان خوزه یا باشگاه فوتبال سائو ژوزه که بیشتر به نام سان خوزه شناخته می‌شود. لقب آن‌ها عقاب دره است.
این تیم اصلی‌ترین تیم در سائو خوزه دوس کامپس به‌شمار می‌آید. باشگاه ورزشی سان خوزه در ۱۳ اوت سال ۱۹۳۳ تأسیس شد.
خانه این باشگاه ورزشگاه مارتینز پریرا با ظرفیت ۱۸٬۵۰۰ نفر است.

## مسابقات مهم
فینال Campeonato Paulista A-1 1989
- ۲۸ ژوئن - سائو خوزه ۰–۱ سائو پائولو
- ۲ ژوئيه - سائو خوزه ۰–۰ سائو پائولو

(هر دو بازی در Morumbi در سائو پائولو بود)

## تور اسپانیا ۱۹۸۹
- ۷ اوت - سائو خوزه ۲–۱ تورویا
- ۱۹ اوت - سائو خوزه ۱–۱ پالاموس
- ۲۱ اوت - سائو خوزه ۰–۰ کوردوبا
- ۲۲ اوت - سائو خوزه ۰–۰ مارتوس
- ۲۴ اوت - سائو خوزه ۲–۱ رئوس دسپورتیوو
- ۲۵ اوت - سائو خوزه ۱–۰ اتلتیکو پالما
- ۲۷ اوت - سائو خوزه ۳–۱ مولروسا
- ۲۸ اوت - سائو خوزه ۰–۰ استپونا
- ۲۹ اوت - سائو خوزه ۲–۱ پورتولان

## رقابت
- تیمی که سائو خوزه بیشتر مقابل آن بازی کرده سانتو آندره است.

## کیت‌ها
- کیت خانگی مورد استفاده تا سال ۱۹۷۶.

کیت‌های فعلی سائو خوزه توسط آمبرو ساخته شده‌اند. تا دسامبر ۱۹۷۶، این باشگاه با پیراهن‌های راه راه سیاه و سفید، شلوارک سیاه و جوراب‌های سفید بازی می‌کرد، بی شباهت به لباس خارج کورینتیانس.